# Антун Аугустинчић (документарни филм)
„Антун Аугустинчић” је југословенски документарни филм из 1960. године који је режирао Шиме Шиматовић.